# Mamertin (orateur de Trèves)
Pour les articles homonymes, voir Mamertin.
Mamertin (en latin Mamertinus) est un rhéteur gallo-romain qui fut panégyriste de l'empereur Maximien Hercule à Trèves à la fin du IIIe siècle.
Il est l'auteur de deux discours panégyriques : l'un prononcé le 21 avril 289, jour anniversaire de la cité de Rome (Natalis Urbis), où il célèbre les succès militaires de la « dyarchie » constituée par Dioclétien et Maximien Hercule, début selon lui d'un nouvel âge d'or pour l'Empire romain ; l'autre prononcé le 21 juillet 291, sans doute pour l'anniversaire de Maximien.
Il ne faut pas le confondre avec Claudius Mamertinus (ou Claude Mamertin), consul contemporain de Julien et auteur lui-même d'un panégyrique de cet empereur prononcé à Constantinople en 362. On ignore s'il y avait un rapport familial quelconque entre les deux. Ces trois discours ont généralement figuré dans les mêmes éditions de Panegyrici veteres.
L'Histoire littéraire de la France lui consacre un chapitre.